# 애들레이드 서티식서스
애들레이드 서티식서스(영어: Adelaide 36ers)는 사우스오스트레일리아주 애들레이드를 연고지로 하는 NBL 소속 프로 농구 팀이다. 홈경기장은 애들레이드 엔터테인먼트 센터이다.

## 참조
1. ↑  시즌의 뒷 해로 표기. 2006-2007 시즌의 경우 2007로 표기.